# Guilherme (ur. maj 1991)
Guilherme Costa Marques (ur. 21 maja 1991 w Três Rios) – brazylijski piłkarz grający na pozycji pomocnika.

## Kariera klubowa
Guilherme jest wychowankiem Paraíba do Sul, skąd latem 2009 trafił do portugalskiego klubu SC Braga. Pół roku później został włączony do kadry pierwszego zespołu, w którego barwach rozegrał 5 spotkań i zdobył 1 bramkę. W 2010 został wypożyczony do FC Vizela, zaś rok później do Gil Vicente. W październiku rozwiązał swój kontrakt z Bragą i został zawodnikiem Olé Brasil. 14 stycznia 2014 został wypożyczony do Legii, która w styczniu 2015 ostatecznie wykupiła zawodnika za cenę ok. 1 mln złotych.
W dniu 19 grudnia 2017 roku, włoskie media poinformowały, że Guilherme zgodził się na zawarcie umowy z klubem. Swój debiut w nowym klubie rozegrał w meczu przeciwko Bologna w meczu ligowym Serie A. Pod koniec sezonu 2017-18 Guilherme rozegrał dwanaście występów i zdobył dwa gole we wszystkich rozgrywkach. Po zakończeniu sezonu, włoski zespół, w którym występował Guilherme, spadł do rozgrywek krajowych Serie B. 
W dniu 4 sierpnia 2018 r. ogłoszono, że Guilherme dołączył do Yeni Malatyaspor na zasadzie wypożyczenia z włoskiego zespołu Benevento. Swój debiut w tureckim zespole rozegrał przeciwko drużynie Göztepe. W trakcie swojego sezonu na wypożyczeniu rozegrał 30 meczów we wszystkich rozgrywkach, zdobył 5 goli, a także 7 asyst.  Po zakończeniu wypożyczenia wrócił do zespołu Benevento. 19 lipca 2019 roku, turecki zespół Yeni Malatyaspor oficjalnie za pomocą swoich mediów społecznościowych poinformowało o pozyskaniu Guilherme. Umowa pomiędzy zawodnikiem a tureckim zespołem jest zawarta do 30 czerwca 2021 roku.  

## Statystyki kariery
(aktualne na dzień 22 lipca 2019)
| Klub                    | Sezon              | Liga               | Liga  | Liga   | Puchar kraju | Puchar kraju | Puchar ligi | Puchar ligi | Europa | Europa | Inne  | Inne   | Suma  | Suma   |
| Klub                    | Sezon              | Liga               | Mecze | Bramki | Mecze        | Bramki       | Mecze       | Bramki      | Mecze  | Bramki | Mecze | Bramki | Mecze | Bramki |
| ----------------------- | ------------------ | ------------------ | ----- | ------ | ------------ | ------------ | ----------- | ----------- | ------ | ------ | ----- | ------ | ----- | ------ |
| SC Braga                | 2009/10            | Primeira Liga      | 0     | 0      | 0            | 0            | 1           | 0           | 0      | 0      | –     | –      | 1     | 0      |
| SC Braga                | 2010/11            | Primeira Liga      | 5     | 1      | 2            | 0            | 1           | 0           | 0      | 0      | –     | –      | 8     | 1      |
| FC Vizela (wyp.)        | 2010/11            | Segunda Divisão    | 7     | 0      | 0            | 0            | 0           | 0           | –      | –      | –     | –      | 7     | 0      |
| SC Braga                | 2011/12            | Primeira Liga      | 0     | 0      | 0            | 0            | 0           | 0           | 1      | 0      | –     | –      | 1     | 0      |
| Gil Vicente (wyp.)      | 2011/12            | Primeira Liga      | 19    | 0      | 1            | 0            | 6           | 1           | –      | –      | –     | –      | 26    | 1      |
| SC Braga                | 2012/13            | Primeira Liga      | 0     | 0      | 0            | 0            | 0           | 0           | 0      | 0      | –     | –      | 0     | 0      |
| SC Braga                | 2013/14            | Primeira Liga      | 0     | 0      | 0            | 0            | 0           | 0           | 0      | 0      | –     | –      | 0     | 0      |
| Legia Warszawa (wyp.)   | 2013/14            | Ekstraklasa        | 2     | 0      | 0            | 0            | –           | –           | 0      | 0      | –     | –      | 2     | 0      |
| Legia Warszawa (wyp.)   | 2014/15            | Ekstraklasa        | 6     | 0      | 1            | 0            | –           | –           | 4      | 0      | –     | –      | 11    | 0      |
| Legia Warszawa          | 2014/15            | Ekstraklasa        | 12    | 1      | 5            | 0            | –           | –           | 2      | 0      | –     | –      | 19    | 1      |
| Legia Warszawa          | 2015/16            | Ekstraklasa        | 35    | 5      | 7            | 1            | –           | –           | 12     | 2      | 1     | 0      | 55    | 8      |
| Legia Warszawa          | 2016/17            | Ekstraklasa        | 29    | 5      | 0            | 0            | –           | –           | 11     | 1      | 1     | 1      | 41    | 7      |
| Legia Warszawa          | 2017/18            | Ekstraklasa        | 15    | 3      | 1            | 0            | –           | –           | 5      | 2      | 1     | 0      | 22    | 5      |
| Benevento Calcio        | 2017/18            | Serie A            | 12    | 2      | 0            | 0            | –           | –           | –      | –      | –     | –      | 12    | 2      |
| Yeni Malatyaspor (wyp.) | 2018/19            | Süper Lig          | 30    | 5      | 5            | 0            | –           | –           | –      | –      | –     | –      | 35    | 5      |
| Yeni Malatyaspor        | 2019-              | Süper Lig          | 0     | 0      | 0            | 0            | –           | –           | –      | –      | –     | –      | 0     | 0      |
| Ogólnie w karierze      | Ogólnie w karierze | Ogólnie w karierze | 165   | 22     | 20           | 1            | 8           | 1           | 36     | 6      | 3     | 1      | 232   | 31     |

## Sukcesy

### Legia Warszawa
- Mistrzostwo Polski: 2013/2014, 2015/2016, 2016/2017, 2017/2018
- Puchar Polski: 2014/2015, 2015/2016, 2017/2018

### Trabzonspor
- Puchar Turcji : 2019/2020